# 마르쿨

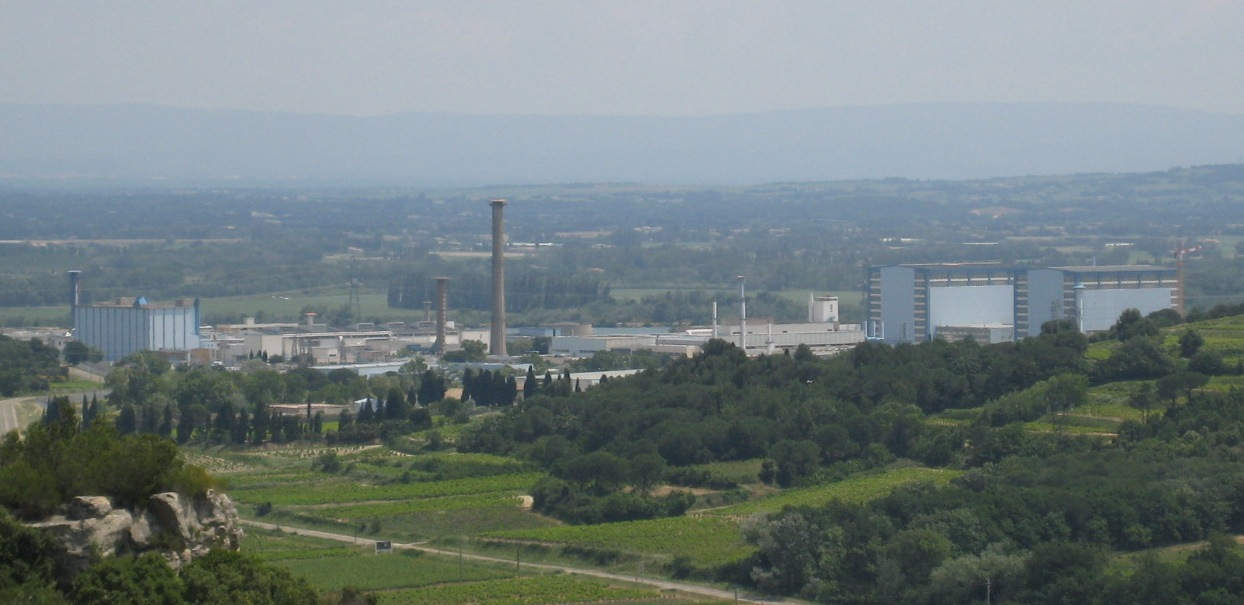

마르쿨(프랑스어: Marcoule)은 프랑스 가르주에 위치한 코뮌이다. 1956년에 거대한 원자력 발전소가 들어섰으며, 최초로 플루토늄을 산업용 및 군사용으로 사용하는 실험이 이 곳에서 개최되기도 하였지만, 현재는 가동을 하지 않고 있다.

## 2011년 발전소 폭발
마르쿨 원자력 발전소에서 폭발이 일어나 작업 중이던 인부 1명이 사망하고, 4명이 부상을 당했다고 국영TF1방송과 프랑스3채널 등이 보도했다. 방사능 누출은 아직까지는 없는 것으로 발표했다.

## 같이 보기
- 녕변 원자력 연구소
- 도카이촌